# Uwe Scherr
Uwe Scherr (Amberg, 16 novembre 1966) è un dirigente sportivo, allenatore di calcio ed ex calciatore tedesco, di ruolo centrocampista.

## Palmarès

### Giocatore

#### Competizioni nazionali
- Campionato tedesco: 1

Kaiserslautern: 1990-1991
- Coppa di Germania: 1

Kaiserslautern: 1989-1990
- Supercoppa di Germania: 1

Kaiserslautern: 1991